# Chikkabudihal, Hirekerur
Chikkabudihal là một làng thuộc tehsil Hirekerur, huyện Haveri, bang Karnataka, Ấn Độ.